# Blažiejus
Blažiejus ist ein litauischer männlicher Vorname, abgeleitet von Blasius; abgekürzt  Blažys. 

## Personen
- Vaidotas Blažiejus Abraitis (1942–2015), Radioelektroniker und Politiker, Minister